# Octavian Ionescu
Octavian Ionescu (n. 15 martie 1990) este un fotbalist român ce joacă pentru CS Mioveni.